# 1970 en Bretagne
 Chronologie de la Bretagne
- 1966
- 1967
- 1968
- 1969
- 1970
- 1971
- 1972
- 1973
- 1974

Cette page recense des événements qui se sont produits durant l'année 1970 en Bretagne.

## Société

### Éducation
- Fondation de l'Institut universitaire de technologie de Quimper

### Naissance
- 2 décembre à Brest : Frédéric Guéguen,  footballeur français évoluant au poste de gardien de but reconverti entraîneur.